# Sun River
Der Sun River (auch Medicine River) ist ein linker Nebenfluss des Missouri River im US-Bundesstaat Montana. 
Der Sun River ist 209 km lang und entsteht durch den Zusammenfluss seiner Quellflüsse North Fork und South Fork Sun River in den Rocky Mountains. Der Sun River durchschneidet die Rocky Mountain Front in östlicher Richtung. Dabei wird er vom Gibson Dam zum Gibson-Stausee aufgestaut. Unterhalb des Gibson Dam befindet sich ein Ableitungsdamm (Diversion Dam), an welchem ein Teil des Flusswassers über einen Bewässerungskanal zum Pishkun-Stausee sowie ein geringerer Teil über den Willow Creek Feeder Canal abgeleitet wird. Der Sun River durchfließt die Great Plains in überwiegend östlicher Richtung. Er passiert die Ortschaften Simms, Sun River und Vaughn, bevor er bei Great Falls in den Missouri River mündet.